# Mamoru Chiba
Mamoru Chiba (地場 衛  Chiba Mamoru?) alias Tuxedo Mask (タキシード仮面 Takishīdo Kamen?, "Señor del Antifaz" en Español), conocido en España como Armando Chiba y en Hispanoamérica como Darien Chiba, mientras que en el doblaje hispanoamericano de Sailor Moon Crystal se usaría su nombre japonés, es un personaje de ficción en la serie de manga y anime Sailor Moon. ¨Mamoru¨ significa ¨protector¨ en japonés. Es pareja de la protagonista, Usagi Tsukino ("Serena" en América o "Bunny" en España), quien combate el mal disfrazada de la justiciera "Sailor Moon". Mamoru posee una identidad en la que se disfraza de super-héroe para pelear junto a Sailor Moon y sus amigas, y su 'nombre clave' en batalla es Tuxedo Kamen o Tuxedo Mask, que en palabras de la creadora Naoko Takeuchi es el equivalente a la Sailor Senshi de la Tierra.

## Perfil
Mamoru Chiba es un estudiante de 17 años al comienzo de la serie (18 años en la primera serie animada), que tiene la capacidad de transformarse en el superhéroe "Tuxedo Mask". Al igual que la protagonista de la serie, Usagi Tsukino, él es un personaje que ha vivido, muerto y vuelto a nacer más de una vez. "Mamoru Chiba" es el nombre e identidad actual de su vida cotidiana presente, que transcurre en el siglo 20. 
Huérfano desde los seis años, es mostrado en la trama como el guardián del planeta Tierra, dotado de algunos poderes fuera de lo común. Esto se debe a que conserva los dones de su anterior vida como "el príncipe Endymion", quien fuera guardián y protector del planeta en épocas remotas. Entre sus habilidades se encuentra la capacidad para la premonición y la retrocognición; especialmente a través de los sueños. 
De carácter un poco introvertido, se trata de un joven atractivo por su porte maduro e independiente, además de su aire distante; que a veces puede resultar enigmático. Sus atributos más visibles son su atractivo físico y su manera de esforzarse en todo lo que hace, incluyendo los estudios. Mostrado como el gran amor y eventualmente prometido, así como futuro marido, de Usagi; ellos dos son la reencarnación de una pareja de enamorados que se amaron en tiempos antiguos. Sin embargo, ellos no se enteran de esto sino hasta algún tiempo después de conocerse. Su relación, que en el manga se da a un nivel más profundo e íntimo que en la versión del anime, se va desarrollando gradualmente.
| Datos extra sobre Mamoru |                       |
| Nombre real (japonés)    | Mamoru Chiba          |
| Nombre español           | Armando Chiba         |
| Nombre latinoamericano   | Darien Chiba          |
| Nombre estadounidense    | Darien Shields        |
| Fecha de nacimiento      | 3 de agosto           |
| Horóscopo                | Leo                   |
| Tipo de sangre           | A                     |
| Color favorito           | Negro                 |
| Comida favorita          | Chocolate             |
| Comida que odia          | Ninguna               |
| Materia favorita         | Física                |
| Materia que odia         | Ninguna               |
| Le teme a                | las agujas            |
| Sueño por cumplir        | convertirse en médico |

Durante la primera temporada, cuando Mamoru aparece en escena, usualmente lo hace de forma inesperada. Con frecuencia, él y Usagi parecen estar cruzándose siempre uno con el otro, en los sitios más diversos, como por casualidad. Esto es porque, al mismo tiempo, bajo su disfraz de "Tuxedo Mask", él siempre corre a asistir a Sailor Moon y a las otras Sailor Senshi en su lucha contra los villanos que se presentan. Sin embargo, es sólo después de muchas luchas que finalmente descubren que Mamoru es Tuxedo Mask, así como también la reencarnación del Príncipe Endymion. Endymion era el gran amor de la Princesa Serenity, quien también ha reencarnado en Usagi. A partir de entonces, por el resto de la serie, Tuxedo Mask se dedica a asistir a Sailor Moon cada vez que ésta y sus amigas, las Sailor Senshi, se enfrentan a otros enemigos. 
En el manga, asimismo, se explica que Mamoru posee la habilidad psíquica de la Psicometría. Ésta le permite, a veces, tener visiones de percepción extrasensorial a través del tacto, si bien con frecuencia de manera accidental. Con esta capacidad él puede, además, emitir su aura a través de sus manos para transferir su energía a otras personas, tanto para curarlas como para lastimarlas. Por otra parte, es gracias a este poder que puede realizar su técnica de ataque Tuxedo La Smoking Bomber en esta versión.
Mamoru tiene su propio apartamento, en el que vive solo. En la versión animada de los años 90 de la serie, es un estudiante universitario del Instituto Azabu de Tecnología, lugar al que también asiste Motoki Furuhata, y los dos se conocen y son buenos amigos. En la versión del manga y en Sailor Moon Crystal, en cambio, Mamoru y Motoki se conocen sólo vagamente y Mamoru es un estudiante de la escuela secundaria. Asiste originalmente al undécimo grado (según el sistema de educación japonés) en un prestigioso colegio llamado Instituto Moto Azabu, como se lo llama en la traducción al español del manga. Otro alumno de ese colegio, quien es amigo suyo y admira profundamente a Mamoru, es Ittou Asanuma. Más tarde, según el manga, Mamoru termina el duodécimo grado (el último grado de la secundaria japonesa), y empieza su primer año como universitario en la KO University en el arco argumental "Dream", equivalente a la saga de SuperS del primer anime. 
Después de esto, en la siguiente saga Stars, tanto en el animé como en el manga Mamoru decide ir a estudiar temporalmente a los Estados Unidos, como parte de su sueño de convertirse en médico; aunque sus planes son frustrados por la llegada de Sailor Galaxia.

### Nombre
Su apellido, Chiba, en pocas palabras, se descompone en Chi que significa Tierra, y ba que significa locación, lugar. Juntos forman Chiba, que significa local. Mamoru literalmente significa Protector, guardián. Así que su nombre completo, Chiba Mamoru (con el apellido adelante según la costumbre japonesa), puede ser traducido como "Protector local" o "El protector del lugar"; o más prácticamente, "Protector de la Tierra".

## Historia
En la historia se cuenta que cuando Mamoru tenía seis años, él y sus padres iban en un automóvil cuando sufrieron un accidente en el que sus padres murieron. Aunque el pequeño Mamoru sobrevivió, recibió heridas en la cabeza que le produjeron amnesia. Debido a esto, perdió todo conocimiento de quién era y, aún años después del hecho, no podía recordar a sus padres ni su vida anterior al accidente. En lugar de eso, eventualmente comenzó a tener sueños relacionados con su vida pasada, en los que sólo veía la silueta de una mujer rogándole que buscara el Cristal de Plata, objeto que Mamoru empezó a creer capaz de devolverle la memoria. 
Según el manga, esta convicción es la razón de que empezara a rondar la ciudad por las noches buscando el Cristal de Plata, como el héroe justiciero conocido como "Tuxedo Mask". Uno de los lugares donde busca el Cristal resulta ser la joyería de la madre de Naru, donde se encuentra por primera vez con Usagi disfrazada también de Sailor Moon. Entonces es cuando ayuda a la protagonista a derrotar al primer villano al que se enfrentan, un monstruo a las órdenes del Reino Oscuro. Desde entonces siempre aparece bajo su disfraz como el héroe "Tuxedo Mask" (en japonés Tuxedo Kamen) para asistir a Sailor Moon y las Sailor Senshi a luchar contra los miembros del Reino Oscuro o Negaverso. Estos son un grupo de villanos que quieren apoderarse del mundo entero, y que están comandados por la reina Beryl y un ser maligno llamado Metalia o "Negafuerza". Una vez que Beryl, Metalia y más enemigos son derrotados, Mamoru y Usagi (Serena y Darien) se convierten en pareja. A partir de entonces, Mamoru siempre vuelve a asumir la identidad de Tuxedo Mask para luchar al lado de Sailor Moon y sus amigas cada vez que aparece un nuevo enemigo que amenaza al planeta.
Otro oponente al que ayuda a vencer como Tuxedo Mask son el grupo de los Black Moon, contra el que luchan en el arco argumental "Black Moon" del manga, que es equivalente a la saga de Sailor Moon R del animé. En esta saga se revela que este grupo proviene del siglo 30, futuro en el que Mamoru está casado con Usagi y en el que ambos han adoptado las identidad de Rey Endymion y Neo Reina Serenity, soberanos y protectores del planeta Tierra. El grupo Black Moon persigue a la hija de estos soberanos,  Chibiusa (o "Rini"), que se ha escapado para pedir ayuda al siglo 20. Como los héroes Tuxedo Kamen y Sailor Moon, Mamoru y Usagi unen fuerzas para protegerla. Luego de que vencen a estos villanos, Chibiusa se queda con ellos en el siglo 20 por un tiempo más, para entrenar también como guerrera justiciera bajo la nueva identidad de Sailor Chibi Moon. Es entonces cuando llegan nuevos antagonistas como los Death Busters, el Circo Dead Moon y Sailor Galaxia. 

### Diferencias entre el manga y el primer anime
El personaje de Mamoru fue uno de los que sufrió notables modificaciones en la primera adaptación animada realizada en los años 90. Algunas de ellas fueron, por ejemplo, los detalles del traje de Tuxedo Mask y su interacción con Usagi, también llamada Princesa Serenity. Esta última es una de las razones por las que se cree que la historia original de la creadora del manga, Naoko Takeuchi, estaba dirigida a audiencias más maduras que las de la primera versión para TV. Por su parte, la segunda adaptación animada, titulada Sailor Moon Crystal, reproduce la historia del manga mucho más fielmente.
Algunas de las diferencias entre el manga y el anime de los años 90 son enumeradas a continuación:

#### El retorno de las vidas pasadas
En la versión del manga y en Sailor Moon Crystal, Mamoru descubre que Usagi es la verdadera identidad de la justiciera "Sailor Moon", mucho tiempo antes de conocer que ella también es la Princesa Serenity. A continuación, le revela voluntariamente que él es la identidad secreta del héroe Tuxedo Kamen. Como ambos concuerdan guardar el secreto del otro, se forja entre ellos un vínculo de temprana intimidad que no se vio en la primera versión animada. El personaje original además se comporta desde un principio más tolerante y comprensivo; llegando a establecer una unión más compenetrada e íntima con la protagonista. Incluso se insinúa que, como Endymion y Serenity, llegaron a ser amantes durante esa encarnación. 
En el anime de los años 90, en contraste, Mamoru descubre que Usagi es Sailor Moon y la Princesa Serenity casi al mismo tiempo. Mientras tanto, es al inicio más distante, reservado y dado a la mordacidad; lo que junto con el carácter un poco infantil de Usagi provoca numerosas discusiones cómicas. Durante este período, incluso llega a iniciar un acercamiento romántico con Rei Hino, una de las amigas de Usagi; un giro dramático que no pertenecía al manga original y que sólo se incorporó en la primera adaptación de anime. Más adelante, con la derrota del Negaverso o Reino Oscuro, Mamoru pierde todo recuerdo de sus experiencias como Tuxedo Mask, incluyendo su relación con Sailor Moon y con Rei. Esta situación se revierte en la saga cuando él finalmente admite sus sentimientos por Usagi y recupera la memoria. Aun así, todavía se muestra más tímido e inseguro, en comparación con su contraparte del manga, una vez que él y Usagi se ponen de novios.
Por otra parte, aquí se sugiere que un mayor nivel de tensiones entre la Tierra y el Milenio de Plata, los dos reinos de los que Endymion y Serenity respectivamente procedían, les impidieron en el pasado formalizar su relación. Esto se pone de manifiesto con las diferencias que hubo con respecto a lo que se cuenta en otra versión; la precuela del manga, llamada Codename wa Sailor V. Un flashback de esta precuela muestra que, en un principio, la Tierra colaboró con la Luna y el Milenio de Plata para enfrentar al Negaverso o Reino Oscuro, antes de "traicionarlos" a causa del lavado de cerebro realizado por la reina Metalia, la verdadera líder del Reino Oscuro. En la primera versión animada, en cambio, las cosas suceden de manera diferente. Allí, la desconfianza entre ambos reinos es ya tempranamente de grado tal que Endymion se ve forzado a ocultar su identidad, para poder ver a Serenity y evitar ser descubierto por aquellos del reino de ella que lo verían como un enemigo.

#### Las pesadillas del Rey Endymion
Poco tiempo después, según el primer anime, Mamoru empieza a sufrir extrañas pesadillas de tono premonitorio; éstas anuncian la muerte de Usagi si ellos dos no se separan. Al principio, Mamoru las ignora. A medida que éstas se repiten, sin embargo, también se repiten las batallas, y sus temores inciertos aumentan. Al final, estas circunstancias acaban forzando a Mamoru a romper su relación con Usagi, aún en contra de su voluntad; por miedo a ponerla en un grave peligro. Pero esto se soluciona una vez que Usagi se da cuenta de lo que sucede cuando ella también empieza a sufrir las mismas pesadillas. La trama da nuevamente un giro más adelante, cuando descubren que las pesadillas fueron enviadas por el propio Rey Endymion (contraparte futura de Mamoru), como una forma de prepararlos para los contratiempos que se avecinan.
Toda esta temática se encuentra ausente en el manga y en la adaptación de la temporada 2 de Sailor Moon Crystal, donde la comunicación telepática entre el Rey Endymion y Mamoru, su "yo del pasado", consiste en realidad en darle anónimamente consejos para aumentar el dominio de sus poderes; pudiendo así él proteger mejor tanto a Chibiusa como a Usagi.

## Identidades alternas
Al igual que la protagonista de la serie, Usagi, Mamoru también es un personaje que asume otras identidades, con aspecto y nombre distintos, en cada momento de la historia. Estos nombres o identidades son Tuxedo Mask, el Príncipe Endymion (en su vida pasada) y el Rey Endymion (en el futuro).

### Tuxedo Mask
Tuxedo Mask (タキシード仮面 Takishīdo Kamen?, a veces conocido como "El Señor del Antifaz") es la identidad de superhéroe que Mamoru Chiba asume para proteger a Usagi Tsukino cuando ésta se disfraza de la justiciera "Sailor Moon", y para combatir el mal al lado de ella (aunque inicialmente ella no conoce su verdadera identidad, sino hasta a partir de la mitad de la primera temporada). Según la autora de la serie, Naoko Takeuchi, él es el equivalente a la Sailor Senshi de la Tierra. En el manga original, Tuxedo Mask es el poseedor del Cristal Dorado, y su poder es igual de grande que el de Sailor Moon; aunque él mismo no lo descubre sino hasta la cuarta temporada (adaptada como la parte 2 de Sailor Moon Eternal). Sólo en el inicio del anime de los 90, Mamoru desconocía la existencia de esta identidad alterna (ya que, al transformarse en el héroe justiciero, solía perder la noción del tiempo y olvidarlo todo); hasta que logró revertir dicha situación, en el vigésimo sexto episodio.

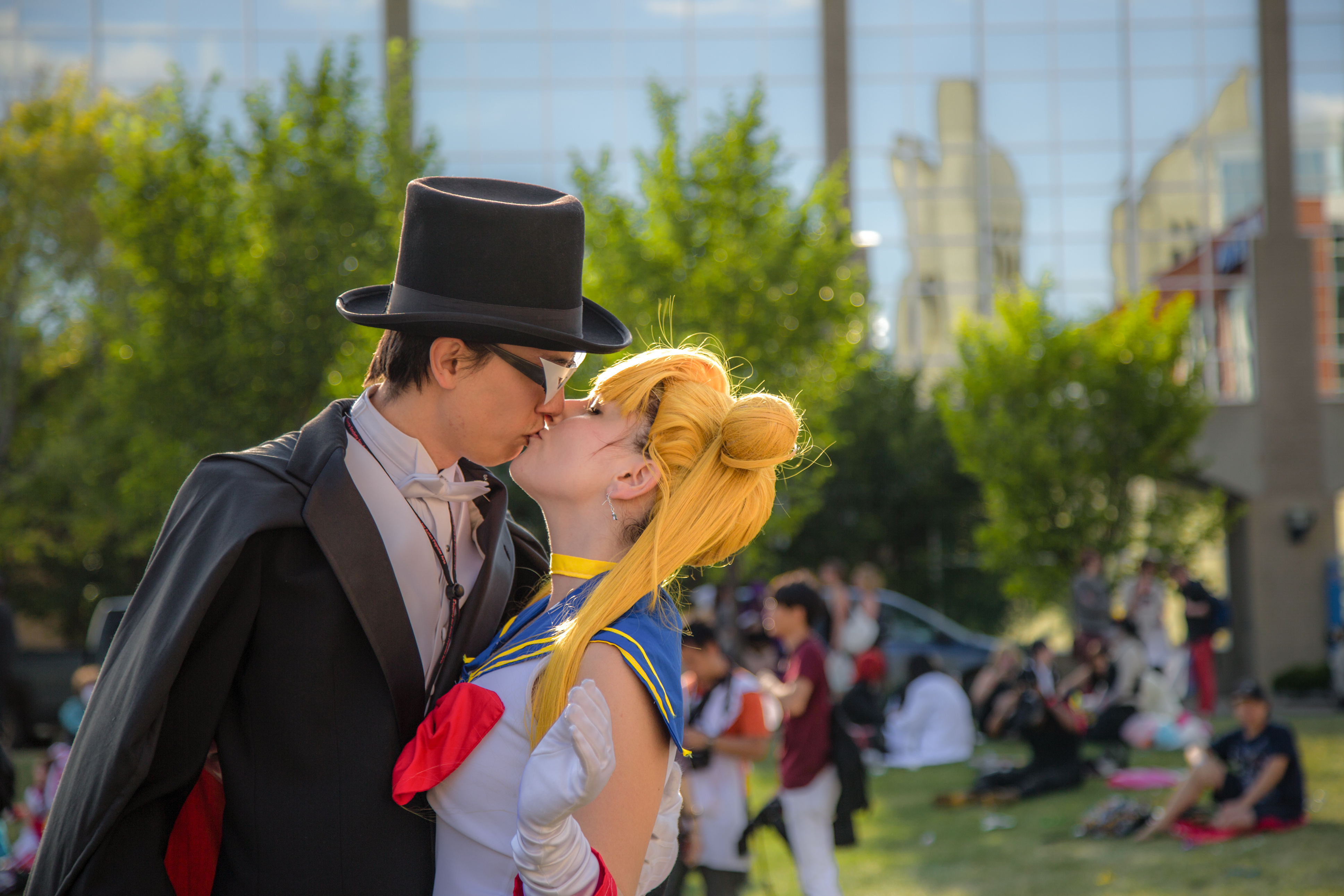
imagen de una pareja Cosplayer interpretando a Tuxedo Mask y Sailor Moon dándose un beso.

Tuxedo Mask es un enmascarado que viste más bien de frac (y no de esmoquin o tuxedo, a pesar del uso de estas palabras en sus técnicas y en su propio nombre) y es capaz de usar su capa, sombrero y demás complementos de su traje como armas. Si bien utiliza su bastón negro como arma frecuente de combate, en el anime y en el manga esto es complementado con distintas habilidades adicionales. Mientras en el primer anime suele usar, como forma de ataque característica, unas rosas rojas a las que lanza como si fuesen dardos; en el manga y en Sailor Moon Crystal posee el poder de la psicometría, que también utiliza para lanzar potentes ataques de energía que reciben el nombre de "Tuxedo La Smoking Bomber" (タキシード・ラ・スモーキング・ボンバー Takishīdo Ra Sumōkingu Bonbā?, a veces llamado "Bombardero de humo de Tuxedo").

#### El Caballero de la Luna
Tsukikage no Knight (月影の騎士 Tsukikage no Naito?, también conocido como "Caballero de la Luna") aparece sólo durante la segunda temporada del primer anime, Sailor Moon R. En dicha versión de la serie, para poder seguir la historia tras la pérdida de memoria del final de la primera temporada, que no existía en el manga; Tuxedo Mask aparece como Tsukikage no Knight, literalmente Caballero de la Sombra de la Luna. En el doblaje estadounidense fue llamado Moonlight Knight, es decir, Caballero de la Luz de la Luna; lo contrario de la traducción literal. El doblaje mexicano tomó el nombre de Caballero de la Luna. Tsukikage no Knight viste un traje árabe de color blanco, al estilo de los beduinos o jeques, y similar a las ropas de Lawrence de Arabia. Sus armas de combate son una espada curva y rosas blancas (en lugar de rojas como las de Tuxedo Mask) que también arroja al enemigo en forma de dardos.
En la primera mitad de la saga de Sailor Moon R (la segunda temporada de la serie animada de los años 90), la pérdida de memoria de todos los combates vividos (la cual afectó temporalmente a todos los justicieros) tras el final de la primera temporada, es la que da origen al reemplazo de Tuxedo Mask por este otro héroe justiciero. Este personaje es en realidad una bilocación de Mamoru, que se separa de él por momentos (sin que ni él ni nadie más esté consciente de ello) para ir a tomar parte en las batallas y así continuar protegiendo secretamente a Sailor Moon (es decir, a Usagi) de manera completamente anónima. Una vez que Mamoru recupera sus recuerdos, Tsukikage no Knight revela a todos su identidad y vuelve a fusionarse con él en una sola persona, y Mamoru vuelve a luchar al lado de Sailor Moon bajo la identidad del héroe Tuxedo Mask.

### Príncipe Endymion
El Príncipe Endymion (プリンス・エンディミオン Purinsu Endimion?) es una forma de Mamoru, alias "Tuxedo Mask", así como el nombre y la identidad que tuvo en una vida pasada; antes de que reencarnara en el siglo 20 con la identidad actual de Mamoru Chiba. En un pasado remoto, Endymion fue el príncipe de la Tierra y, de acuerdo a la versión del manga, vivía en un lugar llamado el Reino Dorado de Elysion al mismo tiempo que Usagi Tsukino (la protagonista de la historia) habitaba el Reino de la Luna con el nombre de Princesa Serenity. Endymion amaba a Serenity; un hecho que lleva a Mamoru, en todas las versiones de la primera temporada, a experimentar sueños retrocognitivos con una enigmática figura femenina conocida como "la princesa". Por esta razón (y como parte de un giro irónico en la obra), comienza a disfrazarse como "Tuxedo Mask", sólo para terminar cruzándose con Sailor Moon (Usagi) y sus amigas; quienes están en su propia búsqueda de esa princesa y del cristal de plata. Finalmente, Mamoru descubre el origen de aquellos sueños en esa existencia anterior compartida con Usagi (como los antiguos enamorados, Serenity y Endymion), en el capítulo 9 del manga (y de Sailor Moon Crystal), en el episodio 34 del anime de los años 90 y en los episodios 25 y 26 de la serie en imagen real. Como consecuencia de haber recordado esa existencia previa, él adquiere en el anime de los años 90 y en la serie de acción real la capacidad de volver a adoptar y luchar con esta antigua forma; mientras que en el manga obtiene (más adelante) la habilidad de manipular el poderoso Cristal Dorado.
Según se explica en el manga, en esos tiempos remotos el Reino Dorado (al que pertenecía Endymion) se ocupaba de proteger y cuidar al planeta Tierra desde el interior, al mismo tiempo que el reino del Milenio de Plata de la Luna (el hogar de Serenity) lo hacía desde el exterior. Como heredero al trono del reino de la Tierra, por su parte, Endymion también tenía cuatro guardianes conocidos como los Cuatro Reyes Celestiales, que lo protegían. Al mismo tiempo, la tierra sagrada de Ilusión, donde el Reino Dorado estaba ubicado, tenía su propio guardián protector, un joven llamado Helios. Aunque Helios y Endymion no se conocieron durante esos tiempos, ambos compartían el mismo deseo de proteger a Ilusión y al planeta Tierra. 
Un día, el Príncipe Endymion del reino de la Tierra conoció a la Princesa Serenity del Reino de la Luna, y se enamoraron. Las personas de la Luna y las de la Tierra tenían en esa época prohibido tener contacto. A pesar de esto, ellos se encontraban cada vez que Serenity bajaba a la Tierra a escondidas para ver a Endymion. Una joven de la Tierra llamada Beryl, que estaba enamorada del Príncipe, se enteró de la relación de ambos y se llenó de celos. Por otra parte, al poco tiempo un ser monstruoso y poderoso llamado la "reina Metalia" (o "Megafueza" en el doblaje), llegó a la Tierra para lavarle el cerebro a todos y así hacer del planeta parte de su propio Reino Oscuro. A causa de sus celos, Beryl se dejó lavar el cerebro y se convirtió en la reina Beryl, gobernante del Reino Oscuro en nombre de la Reina Metalia. Luego comandó al ejército de la Tierra para atacar la Luna, el hogar de la Princesa Serenity. Su objetivo era adueñarse del Cristal de Plata, una piedra sagrada que Metalia codiciaba puesto que otorgaba gran poder y longevidad a las personas del Reino de la Luna. Sin embargo, Endymion no se dejó engañar y luchó en vano hasta el último momento para liberar a sus súbditos de la Tierra (incluidos sus cuatro guardianes los Reyes Celestiales) del lavado de cerebro hecho por Metalia. En vano intentó convencerlos de que las personas de la Luna no eran sus enemigos. Tanto él como Serenity murieron durante la gran batalla que se llevó a cabo entre la Tierra y la Luna, y cuando la Luna fue devastada sus almas fueron enviadas a reencarnar al futuro en la Tierra para tener una segunda oportunidad.

### Rey Endymion
El Rey Endymion (キング・エンディミオン Kingu Endimion?) es la identidad que el personaje adoptará en el futuro, a partir de un momento no especificado, y con la cual se lo conoce en el mundo del futuro del siglo XXX. En todas las versiones de la serie, éste es el nombre adoptado por Mamoru Chiba (Tuxedo Mask) una vez que asciende definitivamente al trono como reencarnación del antiguo Príncipe Endymion de la Tierra, (al mismo tiempo que su novia, Usagi Tsukino, adopta el nombre de "Neo Reina Serenity" cuando asciende al trono como reencarnación de la antigua Princesa Serenity del primer reino del Milenio de Plata, el Reino de la Luna). En el futuro, además el Rey Endymion será el esposo de la Neo Reina Serenity, y ambos serán líderes de un nuevo Milenio de Plata que se levantará en la Tierra. Juntos gobernarán y protegerán el planeta desde la ciudad de Tokio del siglo 30, llamada Tokio de Cristal, y serán padres de una única hija (Chibiusa).

## Poderes

### Poderes en el Manga
| Tuxedo Mask                     |                          |                                 |                                      |                         |
| Ataque Original                 | En Inglés                | Traducción                      | En España                            | En México               |
| Takishiido ra sumookingu bonbaa | Tuxedo La Smoking Bomber | Bomba de Tuxedo "a la humeante" | ¡Bomba Explosiva de Tuxedo, explota! | Tuxedo La Smoking Bomba |

### Poderes en el Anime
Tuxedo Mask usaba rosas como ataque principal siempre que Usagi estaba en peligro, y en diferentes ocasiones su bastón.

## Guardianes
Como Príncipe heredero al trono de la Tierra, Endymion tenía varios guardianes que lo protegían. Estos guardianes continúan su labor protegiendo a Mamoru Chiba, la reencarnación de Endymion en el siglo XX.
Estos guardianes son los Cuatro Reyes Celestiales y Helios: